# 퀴치크 무함마드
퀴치크 무함마드(Кече Мөхәммәд, 1391년 6월 28일~1459년)는 1435년부터 그의 사망때까지의 킵차크 칸국 칸이다. 그는 마흐무드 빈 퀴치크, 아흐메드 칸 빈 퀴치크이라는 자식을 두었다.